# Viñoás
Viñoás (llamada oficialmente Santa María de Viñoás) es una parroquia y un lugar del municipio español de Nogueira de Ramuín, en la provincia de Orense, Galicia.

## Organización territorial
La parroquia está formada por trece entidades de población, constando diez de ellas en el nomenclátor del Instituto Nacional de Estadística español:

### Entidades de población
Entidades de población que forman parte de la parroquia:
- A Ferreirúa
- A Pereira
- Bertelo
- Borraxos
- Casanova
- O Coitelo
- O Mollón
- Pena do Chao
- Penalba
- Ramuín
- Varalongo
- Viñoás

### Despoblado
Despoblado que forma parte de la parroquia:
- A Forraqueira

## Demografía

### Parroquia
| Gráfica de evolución demográfica de Viñoás (parroquia) entre 2000 y 2023 |
|                                                                          |
| Datos según el nomenclátor publicado por el INE.                         |

### Lugar
| Gráfica de evolución demográfica de Viñoás (lugar) entre 2000 y 2023 |
|                                                                      |
| Datos según el nomenclátor publicado por el INE.                     |